# مارچینیاگو
مارچینیاگو (به ایتالیایی: Marcignago) یک کومونه در ایتالیا است که در استان پاویا واقع شده‌است. مارچینیاگو ۱۰٫۱ کیلومتر مربع مساحت و ۲٬۱۵۵ نفر جمعیت دارد.